# Guy Henniart

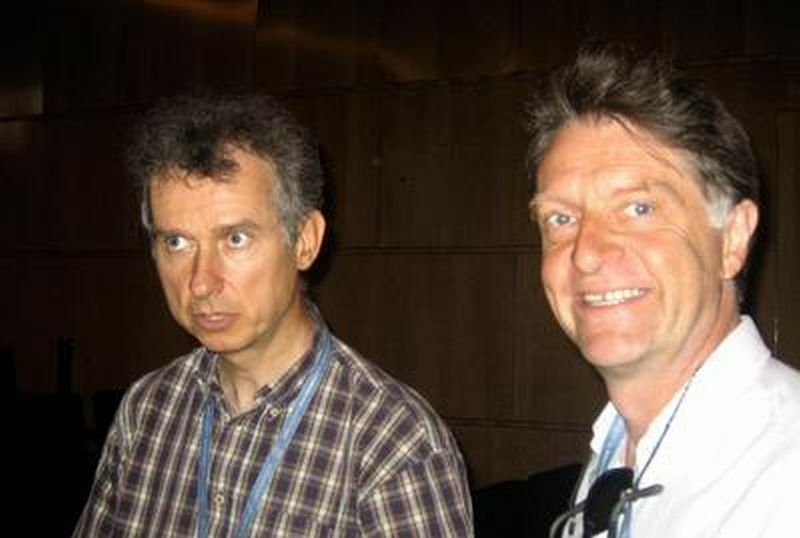
Guy Henniart (rechts) mit Jean-François Le Gall 2006 auf dem ICM in Madrid

Guy Henniart (* 1953 in Santes) ist ein französischer Mathematiker, der sich mit Zahlentheorie und automorphen Formen beschäftigt, speziell mit dem Langlands-Programm.

## Leben
Henniart studierte ab 1973 an der École normale supérieure und promovierte 1978 an der Universität Paris V bei Pierre Cartier (Représentations du groupe de Weil d’un corps local). Er ist Professor an der Universität Paris-Süd in Orsay.
Henniart ist bekannt für Arbeiten im Langlands-Programm. 1998 bewies er die lokale (das heißt für lokale Körper, z. B. p-adische Zahlen) Langlands-Korrespondenz und -Vermutung (für die allgemeine lineare Gruppe GL(n)), was unabhängig auch Michael Harris und Taylor taten.
Er ist Mitglied von Nicolas Bourbaki. 2010 erhielt er den Sophie-Germain-Preis der französischen Akademie der Wissenschaften. 2006 war er Invited Speaker auf dem Internationalen Mathematikerkongress in Madrid (On the local Langlands and Jacquet-Langlands correspondences).

## Schriften
- La conjecture de Langlands locale pour GL(3), Gauthier-Villars, 1984 (französisch; Reihe Mémoires de la SMF 11–12)
- Une preuve simple des conjectures de Langlands pour GL(n) sur un corps p-adique, Inventiones Mathematicae 139, 2000, 439–455
- mit Colin Bushnell: The local Langlands conjecture for GL(2), Springer-Verlag, 2006, ISBN 3-540-31486-5 (englisch; Reihe Grundlehren der mathematischen Wissenschaften 335)
- mit Colin Bushnell: Higher ramification and the local Langlands correspondence, Annals of Mathematics, Band 185, 2017, S. 919–955